# Salón Nacional de Honor del Corazón Púrpura
El Salón Nacional de Honor del Corazón Púrpura (en inglés: National Purple Heart Hall of Honor) es el lugar donde se conmemora a aquellos soldados de las Fuerzas armadas de los Estados Unidos que recibieron el Corazón Púrpura por haber sido heridos, muertos o muertos después de heridos en combate. Está situado en la NY 300, al oeste de la ciudad de New Windsor en el estado de Nueva York, a pocos metros del Sitio histórico estatal del acantonamiento de New Windsor, última base del Ejército Continental.